# Nemocnice Krč metróállomás
Nemocnice Krč egy tervezett metróállomás az építés alatt lévő prágai D metróvonalon. Az állomás építkezése 2023 szeptemberében fog megkezdődni és 2029-ben tervezik átadni. A Zálesí utca alatt fog elhelyezkedni, tizenhét méter mélyen. Két kijárattal fog rendelkezni.

## Szomszédos állomások
A metróállomáshoz az alábbi állomások vannak a legközelebb:
- Nádraží Krč (Náměstí Míru)
- Nové Dvory (Depo Písnice)

## Átszállási kapcsolatok
| D (Náměstí Míru ↔ Depo Písnice) |                                                                                         |                         |
| Állomás                         | Átszállási kapcsolatok                                                                  | Fontosabb létesítmények |
| Nemocnice Krč                   | 117, 138, 139, 150, 193, 196, 203, 332, 333, 335, 337, 339, 362, 904, 910, 913, 956, H1 | Krč (Thomayer) Kórház   |
| Klárův ústav                    | 138, 193, 901                                                                           |                         |